# Nunivak
Nunivak ist eine Insel im Beringmeer zwischen Alaska und Russland. Die Insel war während der Kolonisierung Russisch-Amerikas von Michail Wassiljew entdeckt worden. Mit 4227 km² ist sie die achtgrößte Insel der Vereinigten  Staaten und nach der Sankt-Lorenz-Insel die zweitgrößte des Beringmeers. Die an der engsten Stelle 28 Kilometer breite Etolin Strait trennt sie vom Yukon-Kuskokwim-Delta auf dem Festland Alaskas. Die Insel ist Teil des Yukon Delta National Wildlife Refuges. 
Die Insel wird seit 2000 Jahren von Eskimos bewohnt. 2004 lebten 179 Menschen auf Nunivak. Zum United States Census 2010 lebten in dem Dorf Mikuryamiut (englisch: Mekoryuk) im Norden der Insel 191 Menschen, vor allem Eskimos, deren Sprache das Cup'ik ist. Seit 1957 besitzt die Insel mit dem Mekoryuk Airport einen Flughafen.
1920 wurden Rentiere eingeführt. Von Nunivak aus gelang 1934 die Wiederansiedelung von Moschusochsen aus Grönland in Alaska, nachdem sie um das Jahr 1900 in dieser Region ausgerottet worden waren.

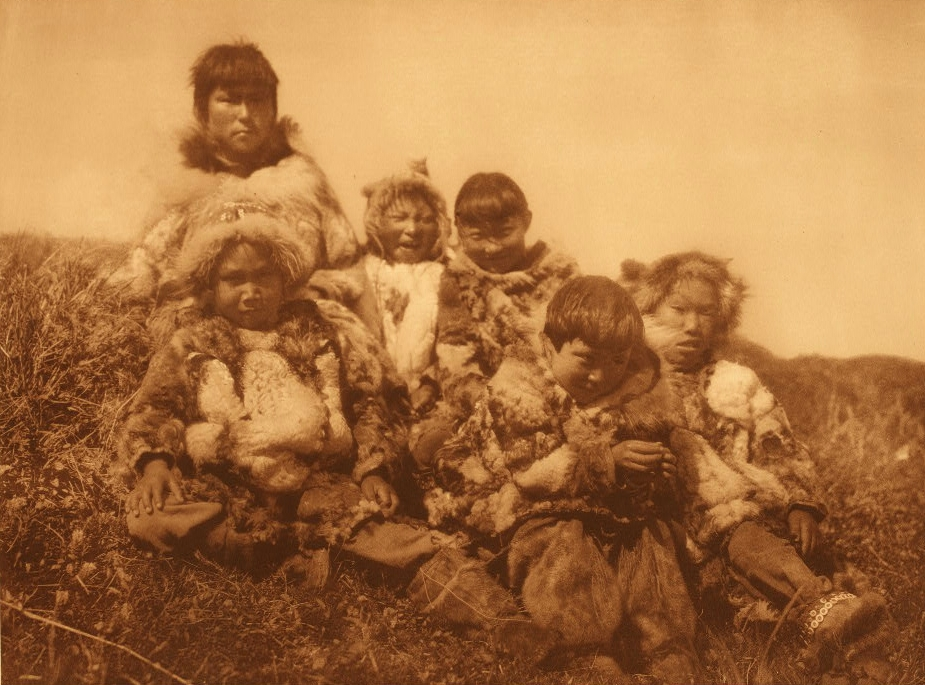
Kinder auf Nunivak, 1930